# Episodi di Strega per amore (prima stagione)
La prima stagione di Strega per amore è andata in onda negli Stati Uniti d'America dal 18 settembre 1965 al 7 maggio 1966 sul canale statunitense NBC. Nelle repliche in chiaro, in onda su Fox Retro, non è stato trasmesso l'undicesimo episodio.
| nº | Titolo originale                                | Titolo italiano                           | Prima TV USA      | Prima TV Italia |
| -- | ----------------------------------------------- | ----------------------------------------- | ----------------- | --------------- |
| 1  | The Lady in the Bottle                          | L'incontro                                | 18 settembre 1965 | 3 marzo 1983    |
| 2  | My Hero?                                        | Il mio eroe                               | 25 settembre 1965 |                 |
| 3  | Guess What Happened On The Way To The Moon?     | Cosa è successo per la strada sulla luna? | 2 ottobre 1965    |                 |
| 4  | The Marriage Caper                              | Jeannie e il matrimonio andato a monte    | 9 ottobre 1965    |                 |
| 5  | G.I. Jeannie                                    | Jeannie e il soldato                      | 16 ottobre 1965   |                 |
| 6  | The Yacht Murder Case                           | Omicidio sullo yacht                      | 23 ottobre 1965   |                 |
| 7  | Anybody Here Seen Jeannie?                      | Nessuno qui ha visto Jeannie?             | 30 ottobre 1965   |                 |
| 8  | The Americanization of Jeannie                  | Jeannie diventa americana                 | 6 novembre 1965   |                 |
| 9  | The Moving Finger                               | Jeannie diventa attrice                   | 13 novembre 1965  |                 |
| 10 | Djinn and Water                                 | Jeannie e l'acqua potabile                | 20 novembre 1965  |                 |
| 11 | Whatever Happened to Baby Custer                | Cosa successe a Custer                    | 27 novembre 1965  |                 |
| 12 | Where'd You Go-Go?                              | Con chi esce Jeannie?                     | 4 dicembre 1965   |                 |
| 13 | Russian Roulette                                | Roulette russa                            | 11 dicembre 1965  |                 |
| 14 | What House Across the Street?                   | Quale casa Dottor Bellows?                | 18 dicembre 1965  |                 |
| 15 | Too Many Tonys                                  | Troppi Tony                               | 25 dicembre 1965  |                 |
| 16 | Get Me to Mecca on Time                         | Portatemi alla Mecca in tempo             | 8 gennaio 1966    |                 |
| 17 | The Richest Astronaut in the Whole Wide World   | Il più ricco astronauta del mondo         | 15 gennaio 1966   |                 |
| 18 | Is There an Extra Genie in the House?           | C'è un altro genio in casa                | 22 gennaio 1966   |                 |
| 19 | Never Try to Outsmart a Jeannie                 | Non cercare mai di imbrogliare un genio   | 29 gennaio 1966   |                 |
| 20 | My Master, the Doctor                           | Il più grande chirurgo del mondo          | 5 febbraio 1966   |                 |
| 21 | Jeannie and the Kidnap Caper                    | Il rapimento                              | 12 febbraio 1966  |                 |
| 22 | How Lucky Can You Get?                          | Più fortunati di così si muore            | 19 febbraio 1966  |                 |
| 23 | Watch the Birdie                                | Campione per forza                        | 26 febbraio 1966  |                 |
| 24 | The Permanent House Guest                       | L'ospite indesiderato                     | 5 marzo 1966      |                 |
| 25 | Bigger than a Bread Box and Better than a Genie | Due zii quasi veri                        | 12 marzo 1966     |                 |
| 26 | My Master, the Great Rembrandt                  | Il giorno in cui dipinsi un Rembrandt     | 19 marzo 1966     |                 |
| 27 | My Master, the Thief                            | Il mio padrone ladro                      | 2 aprile 1966     |                 |
| 28 | This Is Murder                                  | Questo un assassino                       | 9 aprile 1966     |                 |
| 29 | My Master, the Magician                         | Il prestidigitatore                       | 23 aprile 1966    |                 |
| 30 | I'll Never Forget What's Her Name               | Non mi dimenticherò mai il suo nome       | 7 maggio 1966     |                 |

## L'incontro
- Titolo originale: The Lady in the Bottle
- Diretto da: Gene Nelson
- Scritto da: Sidney Sheldon

### Trama
L'astronauta Tony Nelson in orbita Stardust One si schianta su un'isola remota nel Sud del Pacifico. Sulla spiaggia, trova una bottiglia e riceve una sorpresa quando la apre! Esce un genio bella che è immediatamente attratta da lui, lo aiuta a ottenere soccorso e poi lo segue di nuovo in Florida nella sua città Cocoa Beach.

## Il mio eroe
- Titolo originale: My Hero?
- Diretto da: Gene Nelson
- Scritto da: Sidney Sheldon

### Trama
Non c'è pericolo in Persia, quando Jeannie fa frustare il capitano Nelson da Ali, il Killer dei Giganti al fine di vendicare il suo onore contro Ali. Quando Jeannie va a trovare i suoi genitori, annuncia loro che il suo più grande desiderio è quello di sposare il suo Master - se sopravvive prima Ali!

## Cosa è successo per la strada sulla luna?
- Titolo originale: Guess What Happened On The Way To The Moon?
- Diretto da: Alan Rafkin
- Scritto da: Tom Waldman, Frank Waldman

### Trama
Sopravvivere nel deserto diventa lussuoso, quando Jeannie segue Tony in missione e trasforma gli oggetti in cibi. Ma Roger comincia a mettere in discussione la fortuna di Tony quando si continua a soffrire il caldo soffocante.

## Jeannie e il matrimonio andato a monte
- Titolo originale: The Marriage Caper
- Diretto da: Alan Rafkin
- Scritto da: Tom Waldman, Frank Waldman

### Trama
Il matrimonio si profila all'orizzonte, quando la fidanzata di Tony, Melissa, gli propone di accettare una posizione all'estero e di spostare la loro data di nozze. Ma con un genio geloso a casa, saranno Tony e Melissa a lasciarsi?

## Jeannie e il soldato
- Titolo originale: G.I. Jeannie
- Diretto da: Alan Rafkin
- Scritto da: William Davenport

### Trama
Jeannie si arruola all'Air Force con la speranza di lavoro più vicina al suo padrone. Ma con tutte le regole dei regolamenti, c'è spazio per un po' di magia militare?

## Omicidio sullo yacht
- Titolo originale: The Yacht Murder Case
- Diretto da: Gene Nelson
- Scritto da: David Braverman, Bob Marcus

### Trama
Ci sono guai in vista quando Jeannie vuole andare con Tony su uno yacht per una riunione molto importante con un dirigente aerospaziale (e la sua bellissima figlia). Quando le dice di andare a casa e lo fa in un batter d'occhio gli altri ospiti capiscono della sua improvvisa scomparsa ed è un omicidio.

## Nessuno qui ha visto Jeannie?
- Titolo originale: Anybody Here Seen Jeannie?
- Diretto da: Gene Nelson
- Scritto da: Arnold Horwitt

### Trama
Tony è programmato per fare una passeggiata storica nello spazio esterno, ma il dottor Bellows vuole che lui faccia alcuni test medici prima. Jeannie immagina il suo amato padrone impotente galleggiante nello spazio e decide di sabotare le prove nascondendosi nella giacca di Tony.

## Jeannie diventa americana
- Titolo originale: The Americanization of Jeannie
- Diretto da: Gene Nelson
- Scritto da: Arnold Horwitt

### Trama
Jeannie è affascinata da un articolo di giornale che spiega come diventare la donna perfetta americana. Lei spera di impressionare il suo padrone con la sua autosufficienza, ma i suoi tocchi domestici presto si rivelano disastri.

## Jeannie diventa attrice
- Titolo originale: The Moving Finger
- Diretto da: Gene Nelson
- Scritto da: Harry Essex, Jerry Seelen

### Trama
A Jeannie brillano gli occhi quando Tony esce a cena con una famosa attrice cinematografica a Hollywood. Decide di diventare anche lei una star del cinema per competere con il suo "rivale", ma si rende conto ben presto che i geni non possono apparire sulla macchina fotografica.

## Jeannie e l'acqua potabile
- Titolo originale: Djinn and Water
- Diretto da: Gene Nelson
- Scritto da: Mary C. McCall Jr.

### Trama
Jeannie chiama uno dei suoi bisnonni, Bilejik, per aiutare Tony in un esperimento per trasformare l'acqua del mare in acqua dolce. Bilejik dice che può condividere il segreto, ma solo se la sua richiesta insolita viene soddisfatta.

## Cosa successe a Custer
- Titolo originale: Whatever Happened to Baby Custer
- Diretto da: Gene Nelson
- Scritto da: Austin Kalish, Irma Kalish

### Trama
Custer (Bill Mumy) è un bambino di 8 anni ed è fan di Tony. Provoca qualche guaio grosso quando vede un po' di magia di Jeannie e la riporta al Dr. Bellows. Ora Jeannie deve anticipare con astuzia il medico prima che Tony venga messo sul sedile a caldo sul luogo di lavoro.

## Con chi esce Jeannie?
- Titolo originale: Where'd You Go-Go?
- Diretto da: EW Swackhamer
- Scritto da: Bob Fisher, Arthur Alsberg

### Trama
C'è romanticismo nell'aria quando una delle ex fidanzate di Tony, Diane, chiede a Tony se possono ricominciare a vedersi nuovamente. Jeannie si sente tradita fino a quando il migliore amico di Tony, Roger Healey, le chiede un appuntamento. Ora la gelosia si sta diffondendo velocemente e Tony usa il suo appuntamento con Diane per assicurarsi che Jeannie non causi problemi a Roger.

## Roulette russa
- Titolo originale: Russian roulette
- Diretto da: EW Swackhamer
- Scritto da: Bob Fisher, Arthur Alsberg

### Trama
Dono va troppo lontano, quando Roger dà involontariamente la bottiglia di Jeannie ad una cosmonauta russa femminile per amicizia. Tony fa qualsiasi cosa per riavere la bottiglia, ma non prima che la cosmonauta si rende conto che ora è la nuova padrona di Jeannie.

## Quale casa Dottor Bellows?
- Titolo originale: What House Across the Street?
- Diretto da: Theodore J. Flicker
- Scritto da: Bob Fisher, Arthur Alsberg

### Trama
Jeannie decide di seguire il consiglio di sua madre cioè quello di fare ingelosire Tony accettando la proposta di matrimonio di Roger Healey. Lei chiama due genitori ricchi e mette una casa di fronte alla casa di Tony (su un terreno del Dr. Bellows vacante appena acquistato). Ma può gettare via i suoi sentimenti per il suo padrone?

## Troppi Tony
- Titolo originale: Too Many Tonys
- Diretto da: EW Swackhamer
- Scritto da: Arthur Horwitt

### Trama
Dr. Bellows dice che gli uomini sposati fanno gli astronauti, perciò Jeannie chiede al suo padrone di sposarla. Quando lui rifiuta, Jeannie mette un altro Tony che è molto più romantico ed in sintonia con i suoi bisogni. Quando Bellows li vede insieme, vuole che Tony si sposi.

## Portatemi alla Mecca in tempo
- Titolo originale: Get Me to Mecca on Time
- Diretto da: EW Swackhamer
- Scritto da: James Allardice, Tom Adair

### Trama
Tony ha molto lavoro e non ha tempo per Jeannie. Ma Jeannie ha davvero bisogno di andare con il suo padrone alla Mecca in tempo o perderà i suoi poteri ... e letteralmente scomparire dalla sua vita per sempre!

## Il più ricco astronauta del mondo
- Titolo originale: The Richest Astronaut in the Whole Wide World
- Diretto da: EW Swackhamer
- Scritto da: William Davenport, Sidney Sheldon

### Trama
Roger inavvertitamente fa uscire Jeannie dalla bottiglia e scopre che è un genio e diventa il suo nuovo padrone. Avendola a disposizione, approfitta delle sue abilità magiche.

## C'è un altro genio in casa
- Titolo originale: Is There an Extra Genie in the House?
- Diretto da: Hal Cooper
- Scritto da: Charles Tannen

### Trama
Roger fa arrabbiare Tony e Jeannie è esaurita. Ma si ritrova in guai seri, quando fa tardi all'appuntamento con la nipote del Dr. Bellows. Le cose si complicano ulteriormente, vuole avere anche lui un genio ma ne ha due nel suo appartamento!

## Non cercare mai di imbrogliare un genio
- Titolo originale: Never Try to Outsmart a Jeannie
- Diretto da: Herb Wallerstein
- Scritto da: Martin A. Ragaway

### Trama
Jeannie vuole accompagnare Tony in una crociera per tre settimane in Italia. Lui alla fine accetta, ma solo se Jeannie riesce ad ottenere un passaporto legale, senza l'uso della sua magia.

## Il più grande chirurgo del mondo
- Titolo originale: My Master, the Doctor
- Diretto da: Hal Cooper
- Scritto da: Sidney Sheldon

### Trama
Da bambino il sogno di Tony era quello di diventare chirurgo e Jeannie lo manda in ospedale ad operare Roger.

## Il rapimento
- Titolo originale: Jeannie and the Kidnap Caper
- Diretto da: Hal Cooper
- Scritto da: Sidney Sheldon

### Trama
La magia di Jeannie sta aiutando troppo Tony in casa, Tony dice a Jenny di non usare i suoi poteri per aiutarlo in nessun caso. Le cose si complicano quando viene immediatamente preso prigioniero da spie assassine cinesi che non si fermeranno davanti a nulla per ottenere quello che vogliono.

## Più fortunati di così si muore
- Titolo originale: How Lucky Can You Get?
- Diretto da: Claudio Guzman
- Scritto da: Sidney Sheldon

### Trama
Tony e Roger celebrano le loro recenti promozioni come maggiori e trascorrono del tempo in Reno, Nevada. Jeannie vuole essere la Lady Luck di Roger, la porta in viaggio, anche se Tony non vuole che lei venga con loro.

## Campione per forza
- Titolo originale: Watch the Birdie
- Diretto da: Hal Cooper
- Scritto da: Sidney Sheldon

### Trama
Jeannie aiuta il suo padrone a golf swing, ed il generale Peterson è così impressionato che vuole che il suo socio Tony giochi una partita importante del campionato. Tony è determinato a essere all'altezza della situazione senza un aiuto, ma si rende conto ben presto che ha bisogno dell'aiuto di Jeannie.

## L'ospite indesiderato
- Titolo originale: The Permanent House Guest
- Diretto da: Hal Cooper
- Scritto da: Sidney Sheldon

### Trama
Il dottor Bellows è sicuro di aver visto un elefante nella camera da letto di Tony, ma tutto è normale, quando ritorna dal generale Peterson. È convinto che ci sia l'esistenza della magia nella casa di Tony, ed il dottor Bellows è il nuovo compagno di stanza di Tony.

## Due zii quasi veri
- Titolo originale: Bigger than a Bread Box and Better than a Genie
- Diretto da: Claudio Guzman
- Scritto da: Sidney Sheldon

### Trama
Tony è impressionato dalla nuova donna nella vita di Roger, Madame Zolta, un'indovina chiaroveggente. Dice a Tony che lui può parlare con i suoi zii defunti. Per scoprire che la sua è una frode, Tony organizza una seduta spiritica.

## Il giorno in cui dipinsi un Rembrandt
- Titolo originale: My Master, the Great Rembrandt
- Diretto da: Claudio Guzman
- Scritto da: Sidney Sheldon

### Trama
Jeannie aiuta Tony copiando il dipinto di Rembrandt così bene che è accusato di falsificazione. L'immagine non è abbastanza quando Jeannie trasforma la copia di un dipinto di Rembrandt fatta da Tony in originale, di grande valore autoritratto. Quando la NASA ed il dottor Bellows richiedono l'assistenza di un esperto d'arte Tony ha solo un giorno per dare una spiegazione.

## Il mio padrone ladro
- Titolo originale: My Master, the Thief
- Diretto da: Claudio Guzman
- Scritto da: Robert Kaufman, Sidney Sheldon

### Trama
Durante la visita ad un museo Jeannie vede un paio di scarpette che sono state rubate dai suoi 2.000 anni fa. In un batter d'occhio le scarpette finiscono sui piedi di Jeannie, il dottor Bellows pensa che Tony è un ladro, Jeannie mette il suo padrone nei guai e Tony deve spiegare al dottor Bellows che non è responsabile di aver rubato le scarpette.

## Questo un assassino
- Titolo originale:  This Is Murder
- Diretto da: Hal Cooper
- Scritto da: Sidney Sheldon

### Trama
Tony deve scortare una principessa in visita per tre giorni, ma l'assegnazione si trasforma in una vera sofferenza quando Jeannie vede una foto della donna e si rende conto che le loro famiglie sono nemici di lunga data e che deve ucciderla per giuramento.

## Il prestidigitatore
- Titolo originale: My Master, the Magician
- Diretto da: Hal Cooper
- Scritto da: Sidney Sheldon

### Trama
C'è magia a casa di Tony, quando il dottor Bellows lo vede napping su una sedia che fluttua fuori del pavimento. Quando deve dare una spiegazione, Tony dice che è un mago dilettante e deve fare uno spettacolo di magia per la NASA.

## Non mi dimenticherò mai il suo nome
- Titolo originale: I'll Never Forget What's Her Name
- Diretto da: Hal Cooper
- Scritto da: Sidney Sheldon

### Trama
Tony è colpito da un vaso e quindi perde la memoria. Si innamora subito della prima donna che vede, Jeannie. Sarà Tony a diventare suo marito?